# مخلد العتيبي
مخلد ماهل العتيبي (مواليد 30 أبريل 1980م) أو 20 يونيو 1976 هو عداء مسافات طويلة من المملكة العربية السعودية متخصص في سباقات المضمار والطرق لمسافات طويلة 5000 متر. حصل على عدة ميداليات ذهبية وفضية وبرونزية، وهو أول من منح رياضة ألعاب القوى ذهبية في مسابقة أم الألعاب. عداء مسافات طويلة سعودي مثّل بلاده في ثلاث دورات أولمبية صيفية وذلك في الأعوام 2008 و2012 و2016. وكان أكبر عضو في الفريق الأولمبي السعودي لعام 2016.

## حياته المهنية في الجري
حصل العتيبي على المركز الثاني في سباق الـ5000 متر في بطولة آسيا لألعاب القوى للناشئين عام 1999. وشارك في أول مسابقة أولمبية له عندما شارك في سباق الـ5000 متر للرجال في دورة الألعاب الأولمبية الصيفية 2008. وفي دورة الألعاب الأولمبية الصيفية 2012 شارك في سباقي الـ5000 متر والـ10000 متر. ثم في دورة الألعاب الأولمبية الصيفية 2016 شارك في سباق الـ5000 متر للرجال. لكن بعد اختبار المنشطات الذي خضع له العتيبي أثناء المنافسة في دورة الألعاب الأولمبية الصيفية 2016 جاءت نتيجة اختباره إيجابية لمادة محظورة وقاموا بإيقافه لمدة أربع سنوات.

## الإنجازات
| العام            | المسابقة                  | المكان                    | المركز           | ملاحظة           |                                                              |
| ممثل عن السعودية | ممثل عن السعودية          | ممثل عن السعودية          | ممثل عن السعودية | ممثل عن السعودية | ممثل عن السعودية                                             |
| ---------------- | ------------------------- | ------------------------- | ---------------- | ---------------- | ------------------------------------------------------------ |
| 1999             | بطولة آسيا للناشئين       | سنغافورة                  | 2nd              | 5000 m           | 14:46.89                                                     |
| 1999             | بطولة آسيا للناشئين       | سنغافورة                  | 1st              | 10,000 m         | 30:11.05                                                     |
| 2000             | البطولات الآسيوية         | جاكرتا باندونيسيا         | –                | 10,000 م         | دي أن أف                                                     |
| 2002             | ألعاب غرب آسيا            | مدينة الكويت بالكويت      | 2nd              | 5000 م           | 14:08.84                                                     |
| 2002             | البطولات الآسيوية         | كولمبو بسريلانكا          | 4th              | 5000 م           | 14:21.36                                                     |
| 2002             | الألعاب الآسيوية          | بوسان، كوريا الجنوبية     | 1st              | 5000 م           | 13:41.48                                                     |
| 2002             | الألعاب الآسيوية          | بوسان، كوريا الجنوبية     | 1st              | 10000 م          | 28:41.89                                                     |
| 2003             | بطولات العالم             | باريس في فرنسا            | 14th             | 5000 m           | بطولة العالم لألعاب القوى 2003 – رجال 5000 متر ‏              |
| 2005             | ألعاب التضامن الإسلامي    | مكة في السعودية           | 2nd              | 10,000 m         | 28:41.81                                                     |
| 2005             | بطولات العالم             | هلسنكي في فنلندا          | 9th              | 5000 m           | 13:35.29                                                     |
| 2005             | البطولات الآسيوية         | إنتشون في كوريا الجنوبية  | 2nd              | 10,000 m         | بطولة آسيا لألعاب القوى 2005 – رجال 10,000 متر ‏              |
| 2006             | بطولة العالم داخل الصالات | موسكو في روسيا            | 8th              | 3000 م           | بطولة العالم لألعاب القوى داخل الصالات 2006 – رجال 3000 متر ‏ |
| 2007             | ألعاب القوى العربية       | القاهرة في مصر            | 3rd              | 10,000 م         | 29:29.74                                                     |
| 2008             | الألعاب الأولمبية         | بكين في الصين             | 18th (h)         | 5000 m           | ألعاب قوى في الألعاب الأولمبية الصيفية 2008 – رجال 5000 متر ‏ |
| 2010             | الألعاب الآسيوية          | غوانجو في الصين           | 4th              | 5000 م           | 28:22.13                                                     |
| 2011             | ألعاب البان العربية       | الدوحة في قطر             | 3rd              | 5000 م           | 13:46.62                                                     |
| 2012             | الألعاب الأولمبية         | لندن في المملكة المتحدة   | 23rd (h)         | 5000 م           | ألعاب قوى في الألعاب الأولمبية الصيفية 2012 – رجال 5000 متر ‏ |
| 2012             | الألعاب الأولمبية         | لندن في المملكة المتحدة   | 17th             | 10,000 م         | 28:07.25                                                     |
| 2016             | الألعاب الأولمبية         | ريو دي جانيرو في البرازيل | 41st (h)         | 5000 m           | 14:18.48                                                     |

### أفضل أرقامه الشخصية
- 1500 متر - 3:38.12 دقيقة (2004)
- 3000 متر - 7:46.31 دقيقة (2004)
- 5000 متر - 12:58.58 دقيقة (2005)
- 10000 متر - 27.31.61 دقيقة (2012)

## وصلات خارجية
- مخلد العتيبي على موقع الاتحاد الدولي لألعاب القوى (الإنجليزية)
- مخلد العتيبي على موقع أوليمبيديا (الإنجليزية)

- [http://www.iaaf.org/athletes/biographies/athcode= نبذة عن Moukheld Al-Outaibi

```
] على موقع 
الاتحاد الدولي لألعاب القوى
```